# 龙山镇 (友谊县)
龙山镇，是中华人民共和国黑龙江省双鸭山市友谊县下辖的一个乡镇级行政单位。

## 行政区划
龙山镇下辖以下地区：
龙山村和北锋村。